# نهر تايدونغ
نهر تايدونغ (بالكورية: 대동강) هو أحد أكبر أنهار كوريا الشمالية. ينبع النهر من سلسلة جبال رانغرم ويجري باتجاه الجنوب حتى يصب في خليج كوريا في نامبو. بين المنبع والمصب يجري النهر من خلال العاصمة بيونغيانغ. توجد العديد من الأماكن على طول النهر مثل برج جُتشي وميدان كم إل سونغ.